# Eigennützige DNA
Eigennützige DNA (auch parasitäre DNA) beschreibt DNA-Sequenzen, die keinen vordergründigen Nutzen für ihren Wirt bieten und sich im Genom des Wirts ausbreiten, indem sie weitere Kopien von sich selbst einfügen. Sie werden daher als parasitär betrachtet. Häufig hat eigennützige DNA keinen Einfluss auf den Phänotyp des Wirtes. Sie kann in Form von mobilen genetischen Elementen auftreten, aber auch als B-Chromosomen.

## Eigenschaften
Der Begriff wurde 1976 von Richard Dawkins in seinem Buch The Selfish Gene erstmals verwendet, und erfuhr nachfolgend Anpassungen der Definition. Eigennützige DNA wurde ursprünglich für eine Form nichtcodierender Nukleinsäuren gehalten, weist aber meistens einige für Proteine codierende Sequenzen auf, die einer Vermehrung und Translokation ihrer DNA-Sequenz dienen, z. B. bei Inteinen, Homing-Endonukleasen, Insertionssequenzen, Transposons, Miniature Inverted-repeat Transposable Elements, Retroelementen oder B-Chromosomen. Eine Sonderform stellt das MEDEA-Gen dar, welches Mehlkäfer-Nachkommen tötet, die es nicht tragen.
Möglicherweise existiert sekundär eine für den Wirt nützliche Funktion in Form einer erhöhten Fähigkeit der enthaltenen Chromosomen zur Translokation und einer erhöhten genetischen Anpassungsfähigkeit, z. B. bei der VDJ-Rekombination. Daneben wurden Einflüsse auf die Genexpression weiterer Gene im Genom durch eine Regulation der Transkription alternativer Promotoren und durch eine Erzeugung einer RNA-Interferenz beobachtet. Dadurch existiert bei manchen Formen eigennütziger DNA ein fließender Übergang vom Parasitismus zur Symbiose.
Künstliche eigennützige DNA wird unter anderem zum Gene Drive eingesetzt.